# Hildur Kramer-Hallström
Edla Hildur Kramer-Hallström, född Kramer 27 juli 1872 i Adolf Fredriks församling, Stockholms stad, död 29 mars 1954 i Engelbrekts församling, Stockholms stad, var en svensk rösträttsaktivist. Hon var verksam i kampanjen för införandet av kvinnlig rösträtt i Sverige, och ordförande för Föreningen för kvinnans politiska rösträtt i Östersund 1907–1908. 